# Pachyramphus validus
A Pachyramphus validus a madarak (Aves) osztályának verébalakúak (Passeriformes) rendjébe és a Tityridae családjába tartozó faj. Egyes szervezetek az egész családot, a kotingafélék (Cotingidae) családjában sorolják Tityrinae alcsaládként.

## Rendszerezése
A fajt Martin Hinrich Carl Lichtenstein német zoológus írta le 1823-ban, a Lanius nembe Lanius validus néven. Sorolták a Platypsaris nembe is Platypsaris validus néven.

## Alfajai
- Pachyramphus validus audax (Cabanis, 1873)
- Pachyramphus validus validus (Lichtenstein, 1823)[2]

## Előfordulása
Dél-Amerikában, Argentína, Bolívia, Brazília, Ecuador, Paraguay és Peru területén honos. A természetes élőhelye a szubtrópusi vagy trópusi síkvidéki- és hegyi esőerdők, valamint lombhullató erdők. Vonuló faj.

## Megjelenése
Testhossza 17–18,5 centiméter.
|  |

## Életmódja
Rovarokkal táplálkozik.

## Külső hivatkozások
- Képek az interneten a fajról
- Xeno-canto.org - a faj hangja és elterjedési területe